# Ernst Kröll
Ernst Kröll (ur. 8 listopada 1948 w Saalfelden am Steinernen Meer) – austriacki skoczek narciarski, brązowy medalista mistrzostw Europy juniorów w 1968, rekordzista Hans-Walland-Großschanze (1970–1973), czwarty zawodnik mistrzostw świata w 1970, trzykrotny medalista mistrzostw Austrii.

## Przebieg kariery
W latach 1967–1972 startował w konkursach Turnieju Czterech Skoczni. Najwyższe miejsce w pojedynczych zawodach zajął 6 stycznia 1968 w Innsbrucku, gdzie był dwunasty. Najwyżej sklasyfikowany w punktacji łącznej turnieju został w tym samym sezonie, plasując się na 18. miejscu z dorobkiem 760,5 punktu.
W lutym 1968 w Les Rousses zdobył brązowy medal mistrzostw Europy juniorów w konkursie skoków narciarskich. Do zwycięzcy zawodów – Knuta Kongsgaarda – stracił 8,6 punktu, a do zdobywcy drugiego miejsca – Torbjörna Hedberga – 0,5 punktu.
W lutym 1970 uczestniczył w mistrzostwach świata w Wysokich Tatrach. W konkursach skoków zajął 17. miejsce na skoczni normalnej i 4. na skoczni dużej, ex aequo z Tauno Käyhkö. Do Stanisława Gąsienicy-Daniela, zdobywcy brązowego medalu, stracił 2,2 punktu.
W marcu 1972 roku wziął udział w mistrzostwach świata w lotach narciarskich w Planicy. W zawodach zajął 34. miejsce w stawce 43 zawodników.
W latach 1969–1971 trzykrotnie został medalistą mistrzostw Austrii w skokach narciarskich. W 1969 zdobył złoty medal w Schwarzach, w 1970 srebrny w Bad Aussee, a w 1971 brązowy w Andelsbuch.
W 1970 roku poprawił rekord Hans-Walland-Großschanze w Murau, lądując na 107. metrze. Wynik ten był rekordem skoczni do 1973, kiedy poprawił go Walter Steiner.